# 格斯多夫
格斯多夫（德语、法语：Goesdorf，德語發音：[ˈɡøːsˌdɔʁf]），又译戈斯多夫，是卢森堡西北部的一个市镇和村庄，属于维尔茨县。